# 黄丹袍

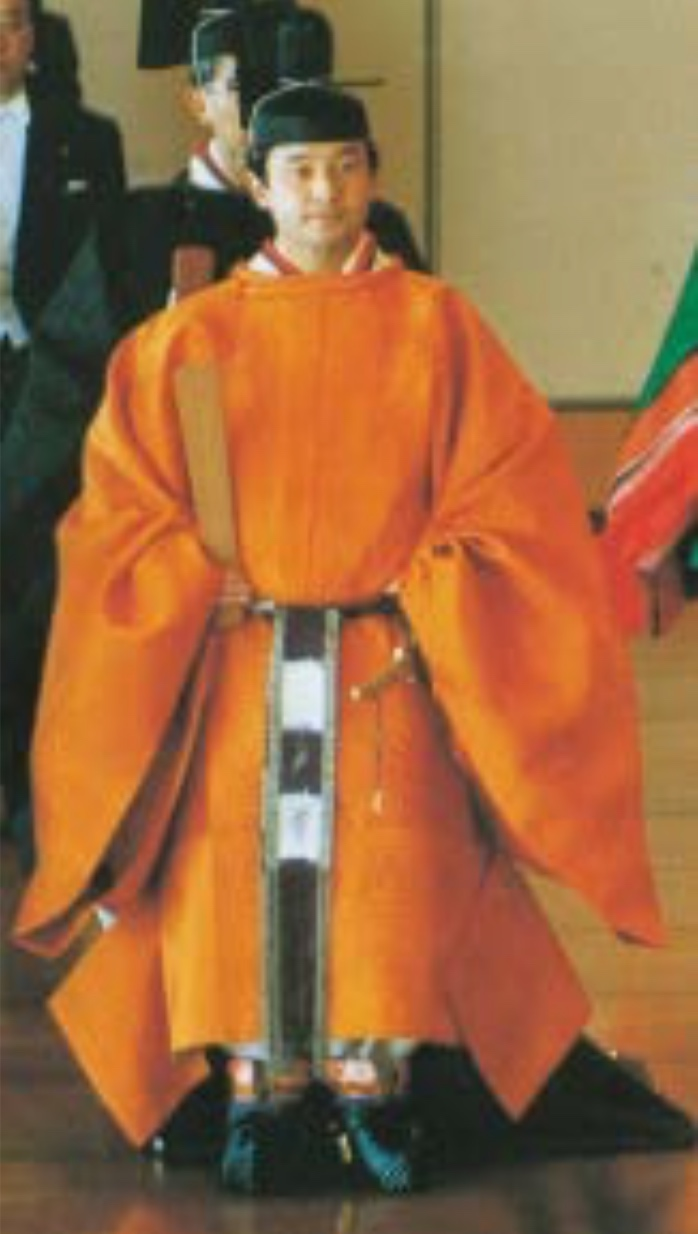
1990年（平成2年）11月12日、第125代天皇明仁の即位礼正殿の儀で黄丹袍に身を包む皇太子徳仁親王

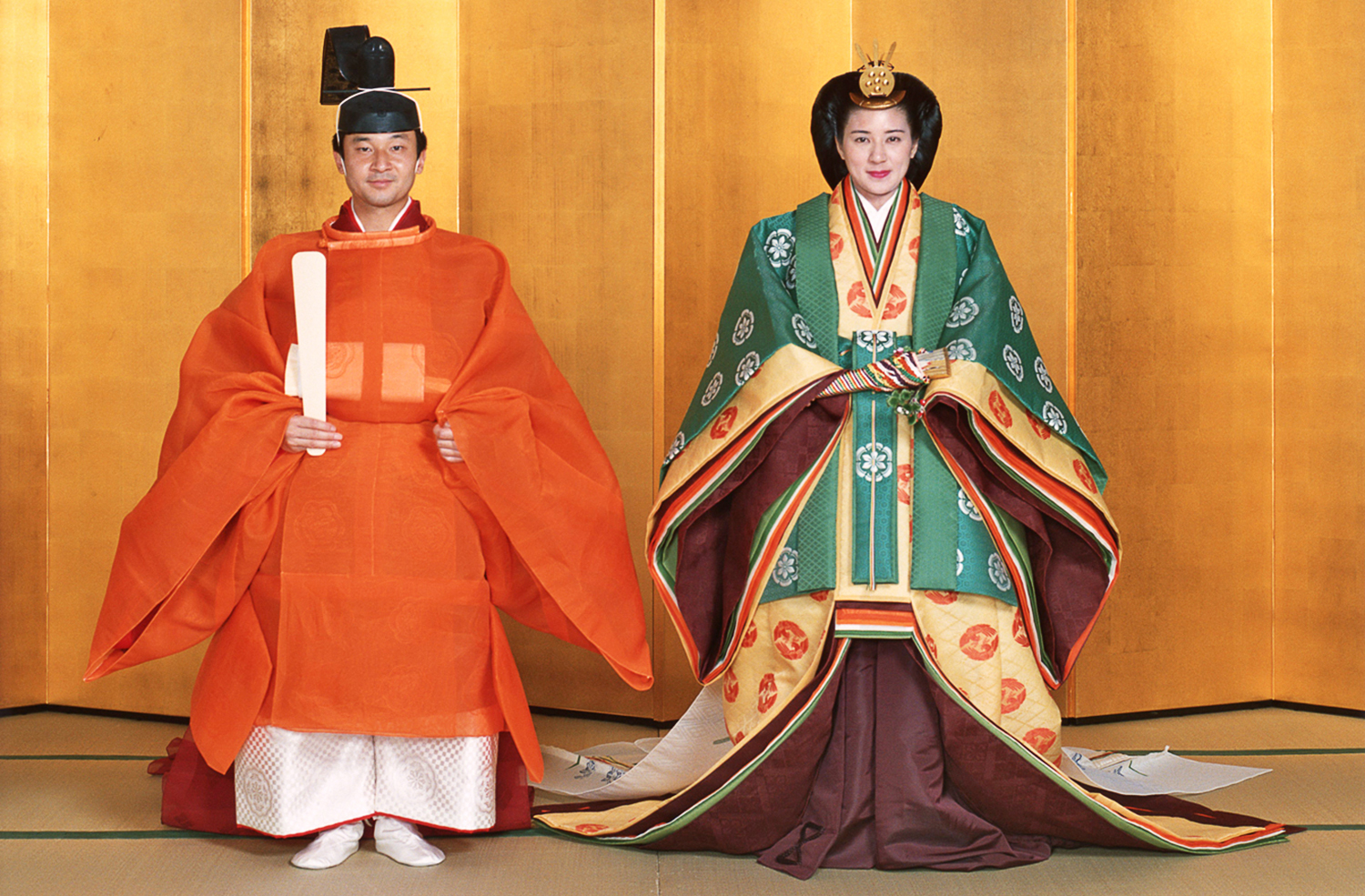
1993年（平成5年）、皇太子徳仁親王と小和田雅子の結婚の儀

黄丹袍（おうにのほう）とは皇太子もしくは皇嗣が儀式の際に着用する束帯装束の袍のことである。この名前は梔子（くちなし）と紅花（べにばな）で染めた色名の黄丹からである。

## 沿革
天皇が着用した黄櫨染御袍は中国の赭黄袍を起源として平安時代初期に導入された（それ以前の天皇の袍は白色であったと推定されている）のに対し、黄丹色の日本での起源はさらに古く、奈良時代の『養老律令』の「衣服令」において皇太子の礼服（らいふく）と朝服の「衣」の色と規定されている。（それ以前の朱華色（はねずいろ）の系統を引くものと思われる）なお唐代初期には皇太子の常服（日本の朝服の祖形）の規定がなかったが、のちには紫袍を使用したので（『新唐書』車服志）、少なくとも黄丹は唐の模倣ではない。
黄丹の色は昇る旭日を象徴したものでもあり、皇太子以外使用することができない色で禁色であった。
平安時代前期には皇太子の礼服は赤色の九章服になったが（さらに朝賀の廃止された平安中期以降は、皇太子の礼服の着装例がない）、朝服においてはその後も使用され、文様も鴛鴦丸（えんおうまる）が使われることが一般化した。
室町時代に至り、立太子が中絶し、皇位継承者は親王のままで即位することが一般化すると、黄丹袍は中絶した。
江戸時代に至り、朝仁親王（東山天皇）の立太子以降皇太子の制度が復活するが、当初は赤色袍と称して、赤茶色の袍をもちいることがあったらしく、裂が各所に現存している。なお皇太子の「赤色袍」は『台記』などにみえるが、黄丹の異名であったものか（黄丹に似たオレンジ色の検非違使の朱紱も平安中期以降は「赤衣」とよばれたという事実がある）、別のものであったものか不明である。
令和時代は皇嗣である秋篠宮文仁親王が儀式が行われる場合に着用している。

## 形状
朝仁親王以来、紋は花形の枠に下向きになった鴛鴦（おしどり）一羽を収めた（字義上は鴛がオスで鴦がメスだが、ここでは雄のみ）もので、定型化して現在まで変わっていない。
近世後期の規定では、衣紋道の山科流・高倉流ともに冬の場合、元服後の縫腋袍の仕立てのときは裏を黄平絹、元服前の闕腋袍の仕立てのときは裏を黄丹平絹の表裏同色とする。紋の配置は升目状に縦横一列に配して、普通の装束地のように一段ごとに紋の位置をずらすことはしない。これは黄櫨染も同じである。
また闕腋のときは、未成年のゆえをもって鴛鴦丸が間を詰めて織られ（総じて装束では、若年ほど紋が小さく密である）る。また冬の生地は、未成年の闕腋であっても浮織にはせずに、三枚綾地に六枚綾で紋をあらわしたいわゆる固地綾で、夏は穀（禾→系）という紗で裏をつけない。
近代においてもほぼこの制度を継承するが、紋の配置については、闕腋のときも近世ほど間を詰めていない。また裕仁親王（昭和天皇）立太子に先立ち、「鴛鴦」といいながら一羽であることが問題視され、二羽を組み合わせた丸文及び鴛鴦丸を鶴丸に代える案が生じたが、京都在住華族で、衣紋講習会の講師であった山科言綏らに諮問の結果とりやめになった。